# Corrado Lamberti
Corrado Lamberti (Lenno, 6 maggio 1947 – Gravedona, 17 aprile 2020) è stato un astrofisico e divulgatore scientifico italiano, noto per aver diretto con Margherita Hack le riviste astronomiche L'Astronomia e Le Stelle, nonché per essere stato uno dei divulgatori astronomici più apprezzati in Italia.

## Biografia
Si è laureato in fisica nel 1972 all'Università degli Studi di Milano, nel gruppo di Giuseppe "Beppo" Occhialini, con una tesi di fisica cosmica. Nel periodo universitario, si è distinto anche per il suo attivismo politico. Insegnante di fisica in molte scuole superiori del comasco, nel 1979 è fondatore con Margherita Hack della rivista L'Astronomia, di cui è stato redattore, vicedirettore e infine direttore responsabile fino al giugno 2002. Nel novembre 2002 fonda, sempre con Margherita Hack, una nuova rivista di divulgazione astronomica, Le Stelle, di cui è stato direttore fino a marzo 2008. Contribuisce all'edizione italiana di numerosi libri scientifici per case editrici italiane e internazionali.
Nel 2008 ha fondato un'associazione impegnata per contrastare la cementificazione della costa del lago di Como, in particolare del promontorio del Lavedo, nei pressi di Villa Balbianello a Lenno.
È morto il 17 aprile 2020, a 72 anni, per complicazioni da COVID-19.

## Carriera e opere
Giornalista (elenco pubblicisti), è autore di oltre mille articoli (e oltre tremila note brevi) riguardanti l'astrofisica, la fisica delle particelle, l'astronautica, la storia e gli aspetti epistemologici dell'astronomia pubblicati su periodici e quotidiani. Tenne corsi extra-curricolari di astrofisica, cosmologia, fisica delle particelle per gli studenti di diversi licei comaschi.
Ha diretto il Corso di Astronomia (6 voll., ERI-Fabbri, 1984).
Ha collaborato all'edizione italiana della Enciclopedia di Cambridge: Astronomia (Laterza), scrivendo gli aggiornamenti delle due edizioni del 1981 e del 1989.
È autore di un Dizionario Enciclopedico di Astronomia (G. E. Jackson, 1987).
Ha diretto l'opera Astronomia, dalla Terra ai confini dell'universo (10 voll., Fabbri Ed., 1991 e 1995), tradotta anche in spagnolo, in francese e in portoghese.
Ha diretto l'opera Viaggio nell'universo (33 monografie, RCS, 2001).
Ha diretto la collana di libri Le Stelle edita da Springer Verlag Italia-Gruppo B Edit.
Per Springer Italia ha pubblicato nel 2011 il volume Capire l'universo, un testo divulgativo sulla storia e sulle scoperte più recenti nel campo della cosmologia.
Per Aliberti Editore ha pubblicato nel 2012 il libro Il bosone di Higgs: il trionfo del Modello Standard o l'alba di una nuova fisica?, in cui, prendendo spunto dalla storica scoperta del bosone di Higgs annunciata al CERN di Ginevra il 4 luglio 2012, ripercorre l'intera storia della fisica delle particelle, culminata nella costruzione del Modello Standard delle particelle elementari. Nel 2015 pubblica una nuova edizione (ampliata) del libro per Imprimatur Editore: Il bosone di Higgs: dopo il trionfo del Modello Standard spunterà l'alba di una nuova fisica?.
Nell'ottobre 2014 pubblica La Battaglia di Tremezzina, una breve storia della Resistenza nel Centro Lario, ricostruita sulla base di documenti e ricordi tramandatigli dal padre Carlo, che fu partigiano della 52ª Brigata Garibaldi "Luigi Clerici", la formazione che, nell'aprile 1945, a Dongo (CO) bloccò i gerarchi in fuga e arrestò Mussolini.
Nel giugno 2016 pubblica Viva Margherita (Sperling & Kupfer), che è un affettuoso ricordo della trentennale frequentazione dell'autore, per amicizia e per lavoro, con Margherita Hack e il marito Aldo De Rosa, ma anche un'autobiografia che racconta i rapporti dell'autore con protagonisti della fisica, dell'astronomia, della divulgazione italiana.

## Riconoscimenti
- Nel 1989 vince il Premio Nazionale A. Kastler - Città di Trieste per la divulgazione scientifica.
- Nel 1998, vince la Targa Piazzi (Regione Siciliana, Provincia Regionale di Palermo) per la divulgazione dell'astronomia.
- Nel 1999, l'Unione Astronomica Internazionale lo onora «per i meriti acquisiti in vent'anni d'attività nella diffusione della conoscenza astronomica in Italia» denominando un asteroide 6206 Corradolamberti[5].
- Nel 2013 vince il Premio GAL Hassin 2013 per la divulgazione scientifica e gli viene conferita la cittadinanza onoraria di Isnello (PA).
- nel 2015 vince il Premio "G. B. Lacchini", istituito dall'Unione Astrofili Italiani, per la divulgazione scientifica.
- Sue biografie sono state pubblicate in Who's Who in the World, in Who's Who in Finance and Industry e in Dictionary of International Biography.